# Сентер-Гарбор (Нью-Гемпшир)
Сентер-Гарбор (англ. Center Harbor) — місто (англ. town) в США, в окрузі Белкнеп штату Нью-Гемпшир. Населення — 1040 осіб (2020).

## Демографія
Згідно з переписом 2010 року, у місті мешкало 1096 осіб у 472 домогосподарствах у складі 329 родин. Було 795 помешкань
Расовий склад населення:
| - 97,2 % — білих - 1,1 % — азіатів - 0,3 % — чорних або афроамериканців - 0,2 % — вихідців з тихоокеанських островів - 0,2 % — корінних американців |

До двох чи більше рас належало 0,5 %. Частка іспаномовних становила 1,5 % від усіх жителів.
За віковим діапазоном населення розподілялося таким чином: 17,2 % — особи молодші 18 років, 62,0 % — особи у віці 18—64 років, 20,8 % — особи у віці 65 років та старші. Медіана віку мешканця становила 49,9 року. На 100 осіб жіночої статі у місті припадало 95,0 чоловіків;  на 100 жінок у віці від 18 років та старших — 93,4 чоловіків також старших 18 років.
Середній дохід на одне домашнє господарство  становив 89 184 долари США (медіана — 66 250), а середній дохід на одну сім'ю — 100 023 долари (медіана — 81 908). Медіана доходів становила 53 594 долари для чоловіків та 42 143 долари для жінок. За межею бідності перебувало 6,9 % осіб, у тому числі 0,0 % дітей у віці до 18 років та 1,5 % осіб у віці 65 років та старших.
Цивільне працевлаштоване населення становило 501 особа. Основні галузі зайнятості: освіта, охорона здоров'я та соціальна допомога — 18,2 %, будівництво — 15,6 %, мистецтво, розваги та відпочинок — 12,6 %.